# Fani Polymeri
Fani Polymeri (griech.: Φανή Πολυμέρη; * in New York City) ist eine zyprische Popsängerin.

## Hintergrund
Sie wurde zusammen mit Giannis Savvidakis ausgewählt, Zypern beim Concours Eurovision de la Chanson 1989  zu vertreten. Mit dem Poptitel Apopse as vrethoume erreichte das Duo den elften Platz.